# マクナマラの誤謬

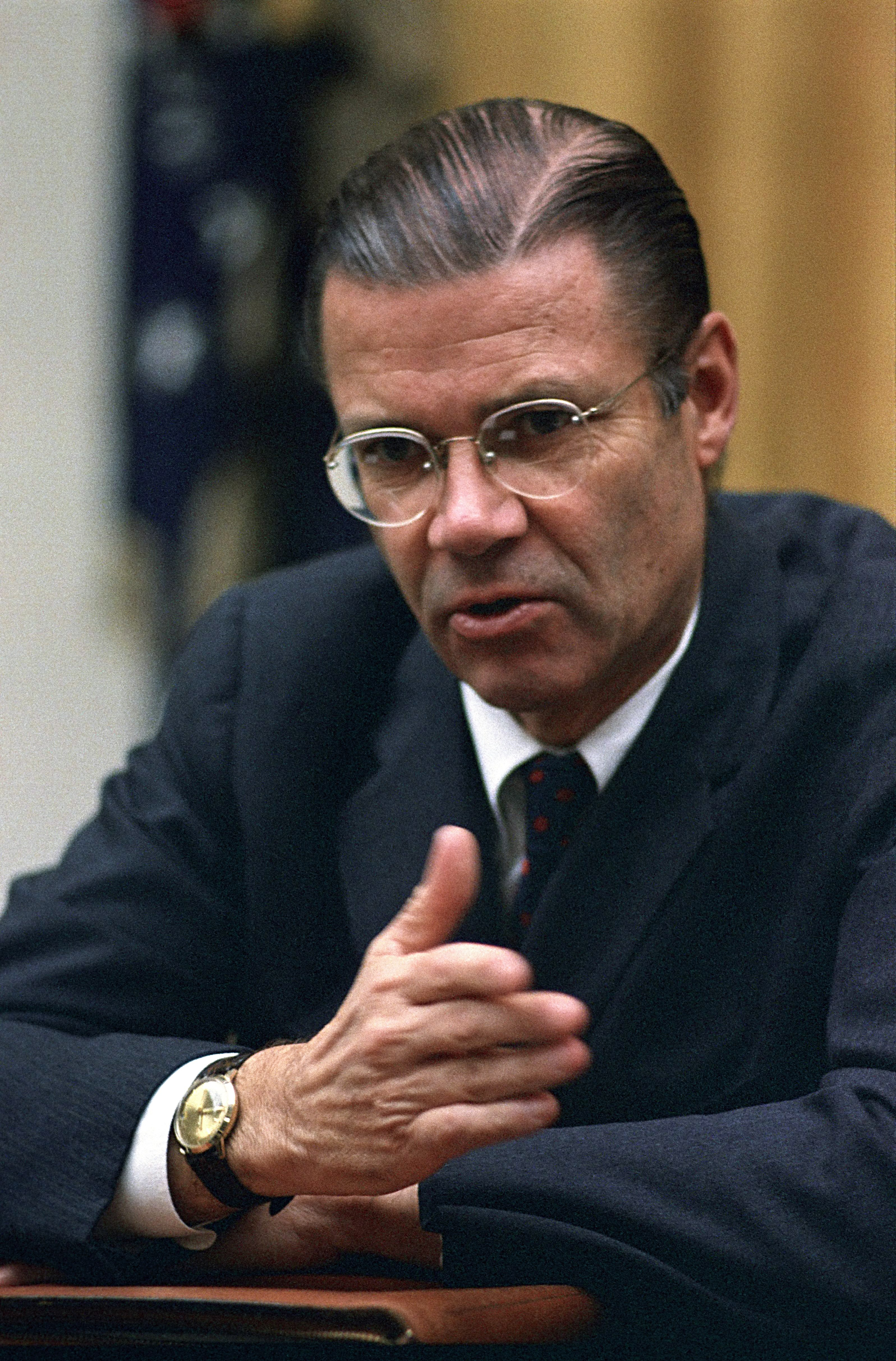
ロバート・マクナマラ

マクナマラの誤謬（マクナマラのごびゅう、量的誤謬とも呼ばれる）は、1961年から1968年までアメリカの国防長官を務めたロバート・マクナマラにちなんで名付けられたもので、量的な観察結果（または測定基準）のみに基づいて意思決定を行い、それ以外を無視することである。その理由は、多くの場合、他の観察結果は証明できないからである。
しかし、マクナマラ規律を文字通り適用しすぎると、第一段階は、簡単に測定できるものは何でも測定することである。第二段階は、簡単に測定できないもの、定量的価値を与えられないものを軽視することである。第三段階は、簡単に測定できないものは本当に重要でないと仮定することである。第四段階は、簡単に測定できないものは本当に存在しないと言うことである。これは自殺行為である。—ダニエル・ヤンケロビッチ、"Interpreting the New Life Styles"、Sales Management (1971)
この引用はもともと、マクナマラがフォード・モーターの社長だった2ヶ月間の彼のイデオロギーを指していたが、その後、ベトナム戦争中の彼の態度を指していると解釈されるようになった。

## 戦場での例

### ベトナム戦争
マクナマラの誤謬はしばしばベトナム戦争の文脈で考察されるが、そこでは敵の死体数が正確かつ客観的な成功の尺度とされた。戦争は数学的モデルに還元された： 敵の推定死者数（ボディーカウント）を増やし、自軍の死者数を最小にすることで、勝利は確実となった。批評家は、ゲリラ戦、広範な抵抗、敵の死傷者数の見積もりにおける不可避的な不正確さが、この公式を妨害する可能性があると指摘する。マクナマラの定量的数字への関心は、10万人計画に見られる。入隊基準を引き下げることで、入隊を増やしたのである。この決定の鍵となったのは、一人の兵士は抽象的には他の兵士と多かれ少なかれ同等であり、適切な訓練と優れた装備があれば、戦争の数学においてプラスに働くという考えであった。
エドワード・ランズデール米空軍准将は、戦争の進展を科学的に追跡できるような測定基準のリストを作成しようとしていたマクナマラに対し、ベトナムの農村部の庶民の感情を考慮していないと言ったと伝えられている。マクナマラはそれを鉛筆でリストに書いた後、消し、ランズデールに「測定できないのだから重要ではないはずだ」と言ったという。

### テロとの戦い
ジョージ・W・ブッシュ政権下で国防長官を務めたドナルド・ラムズフェルドは、より良いデータ、明確な目的、達成可能な目標を持って戦争を遂行しようとした。ジョン・クラカワーはこう書いている：
...ミッションに付随する切迫感は、恣意的な期限を守ることに固執する官僚主義的なものでしかなかった。 このような数値化の重視は、常に軍隊の特徴であったが、ドナルド・ラムズフェルドが国防総省に在任している間に、それは致命的な新たな高みへと昇華した。 ラムズフェルドは、対テロ戦争の進展を示すために行使できる肯定的な「測定基準」を達成することに執着していた。—ジョン・クラカワー, Where Men Win Glory.

## 現代の臨床試験では
医学文献においてMcNamaraの誤謬に関する議論が増加している。特に、McNamaraの誤謬は、転移性固形腫瘍の治療薬の臨床試験において、主要評価項目として無増悪生存期間（PFS）のみを用いることの不適切さを説明するために用いられている。PFSは単に測定可能な評価項目であり、クオリティ・オブ・ライフ（QOL）や全生存期間のような、より意味のあるアウトカムを捉えることができないからである。

## 競争的な入試プロセスにおいて
大学院医学教育のような競争的な入試プロセスでは、数値的な評価基準だけで候補者を評価することは、最終的に応募者がそのポジションで成功するかどうかにもっと関連するかもしれないが、数値化できない要素や属性を無視することになる。

## 日本国内で特集された番組
2023年5月29日放送、「映像の世紀 バタフライエフェクト ベトナム戦争 マクナマラの誤謬（ごびゅう）」